# Pergamino
Pergamino è una città argentina della provincia di Buenos Aires, capoluogo dell'omonimo partido.
È un importante centro agricolo e manifatturiero, nonché un importante snodo stradale del nord della provincia bonaerense.

## Geografia fisica
Pergamino sorge sulle rive del torrente omonimo, nella parte settentrionale della provincia di Buenos Aires, nel cuore della regione della Pampa. La città è situata a 222 km a nord-ovest dalla capitale nazionale Buenos Aires e a 110 km a sud di Rosario.

## Storia
Un documento del Cabildo della fine del XVI secolo attesta nell'area dell'odierna città l'esistenza di una stazione di posta chiamata La Dormida del Pergamino. Questo edificio sorgeva nel punto esatto dove l'antico cammino che univa il porto di Buenos Aires con l'interno si biforcava: una via raggiungeva Córdoba e l'Alto Perù l'altra Mendoza ed il Cile.
Un documento del 1749 attesta l'esistenza sull'area dell'odierna città del Forte del Pergamino. Questo caposaldo, eretto per limitare le incursioni dei nativi ai danni dei coloni, fu ricostruito in mattoni nel 1776. Attorno alla fortificazione sorse un piccolo insediamento civile che nel 1779 divenne sede di una parrocchia sei anni più tardi fu dotato di un alcalde da parte delle autorità coloniali spagnole.
Con la stabilizzazione dello stato argentino e la pacificazione interna, la cittadina divenne uno dei principali centri agricoli della provincia bonaerense, in particolare grazie alla coltivazione intensiva del mais. Un ulteriore sviluppo all'economia locale fu garantito dall'arrivo della ferrovia nel 1882 e dal conseguente afflusso di migliaia di immigrati italiani, spagnoli, francesi e britannici. La città si affermò rapidamente come centro agricolo e commerciale grazie anche alla sua posizione strategica all'interno della rete ferroviaria nazionale.
Pergamino ottenne lo status di città dal Senato e dalla Camera dei Deputati della Repubblica il 23 ottobre 1895.

## Monumenti e luoghi d'interesse
- Chiesa di Nostra Signora della Mercede
- Palazzo Municipale
- Casa natale di Arturo Illia
- Ex Hotel Roma

## Cultura

### Istruzione

#### Musei
- Museo Municipale di Pergamino
- Museo Ferroviario
- Museo Municipale di Belle Arti

#### Università
- La città è sede di alcune facoltà dell'Università Nazionale del Nordovest della Provincia di Buenos Aires, fondata nel 2002.

## Infrastrutture e trasporti
Pergamino è uno dei principali snodi stradali del nord della provincia di Buenos Aires. La città è infatti situata all'intersezione tra strada nazionale 8, che unisce Buenos Aires alle provincie di Córdoba e San Luis, e 
la strada nazionale 188 che, dopo aver attraversato la parte settentrionale provincia bonaerense e le provincie di La Pampa e di San Luis termina a General Alvear, in provincia di Mendoza.

## Sport

### Calcio
La principale squadra calcistica di Pergamino è il Club Atlético Douglas Haig, fondato nel 1918.

## Galleria d'immagini

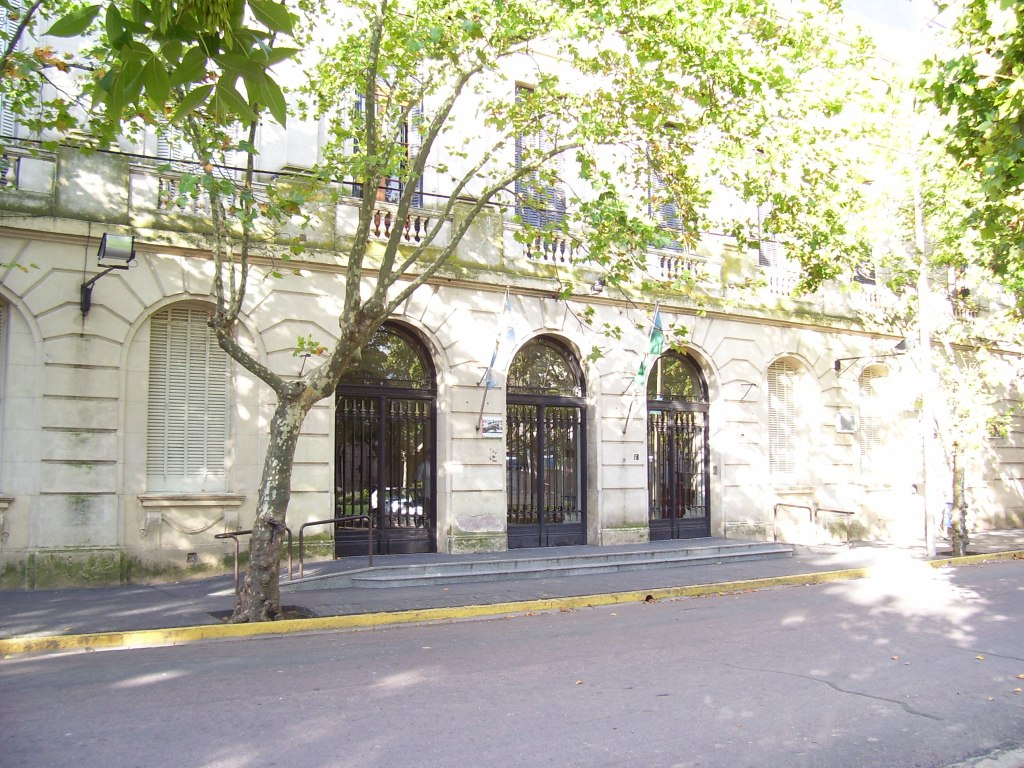
Municipio
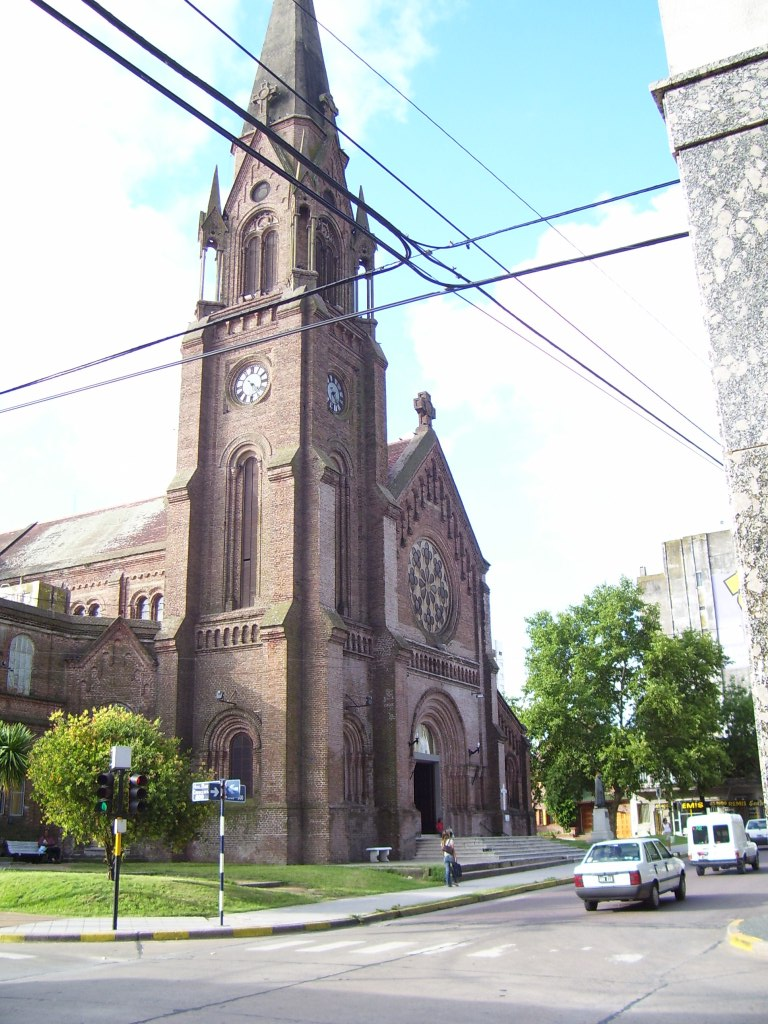
Chiesa
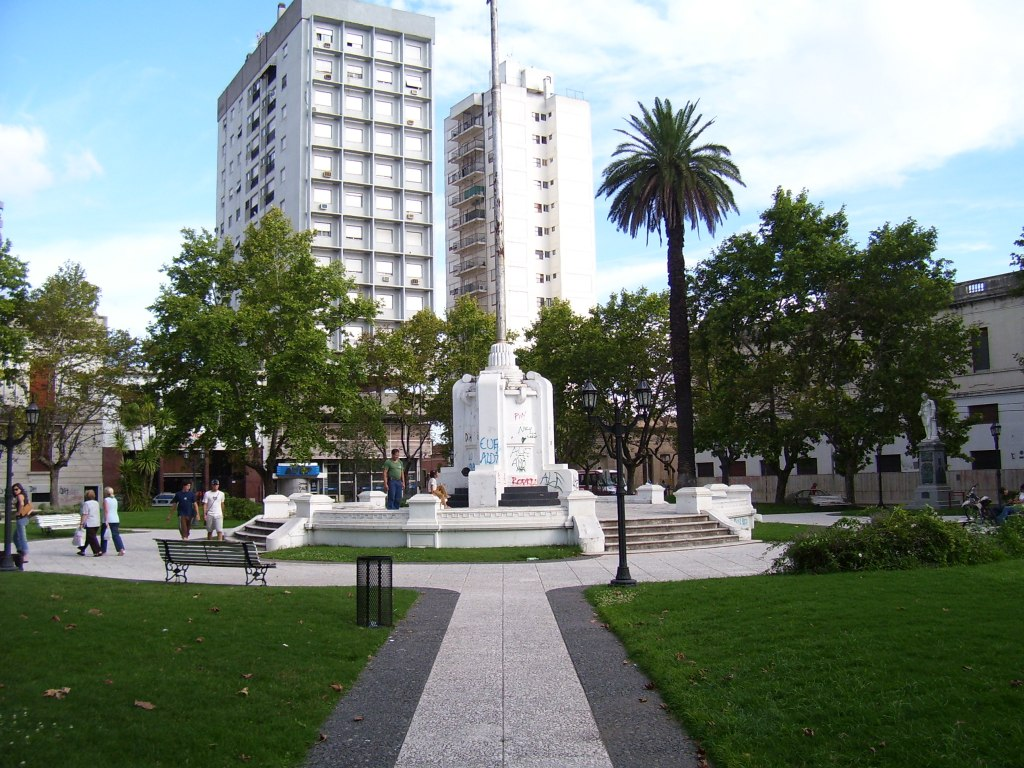
Piazza
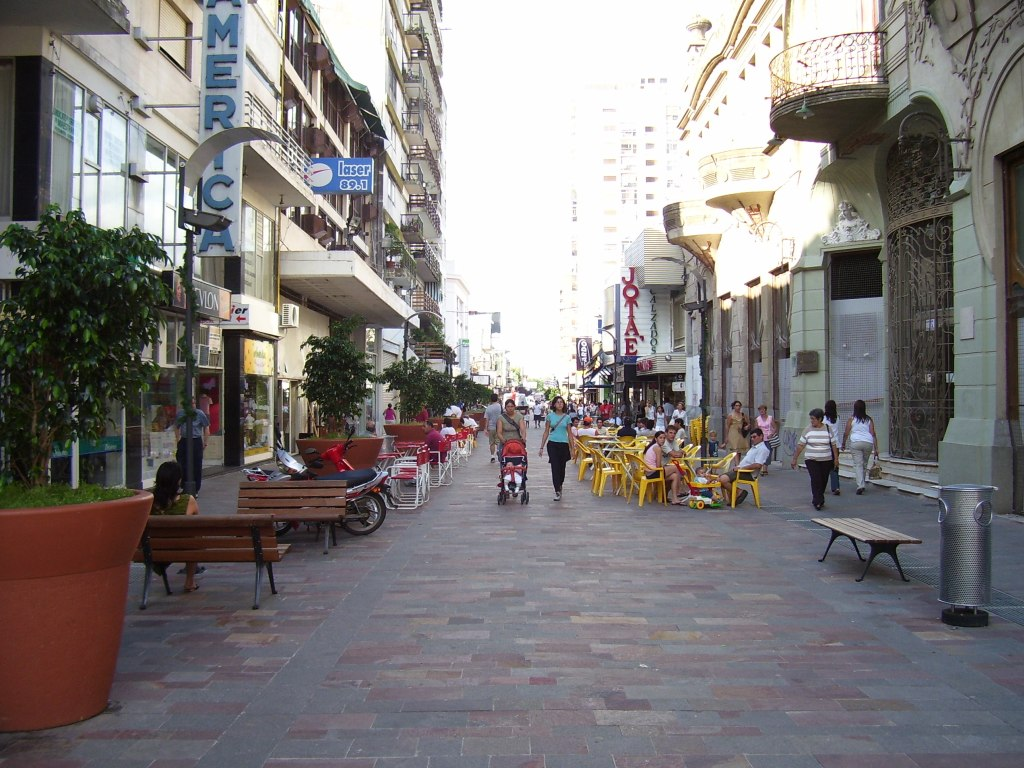
Area pedonale
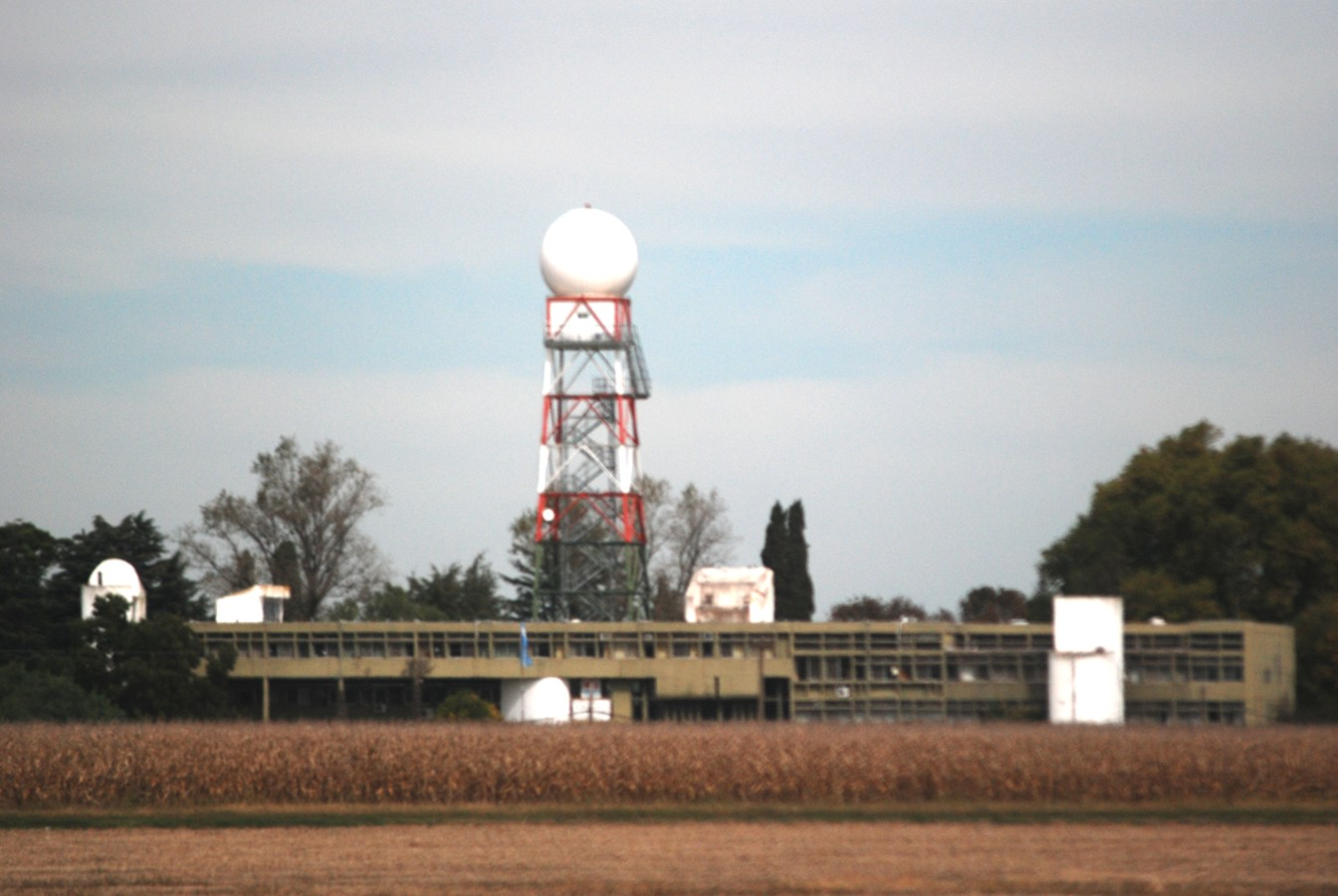
Radar meteorologico della centro sperimentale dell'INTA (Istituto nazionale di tecnologia agraria)